# Parc naturel de la forêt palatine
 (décembre 2021).
Si vous disposez d'ouvrages ou d'articles de référence ou si vous connaissez des sites web de qualité traitant du thème abordé ici, merci de compléter l'article en donnant les références utiles à sa vérifiabilité et en les liant à la section « Notes et références ».
Le parc naturel de la forêt palatine (Naturpark Pfälzerwald en allemand) est un parc de 179 800 hectares situé en Allemagne, dans le sud du Land de Rhénanie Palatinat.
Il constitue le prolongement du parc naturel régional des Vosges du Nord, avec lequel il forme la réserve de biosphère transfrontière des Vosges du Nord-Pfälzerwald.

## Description

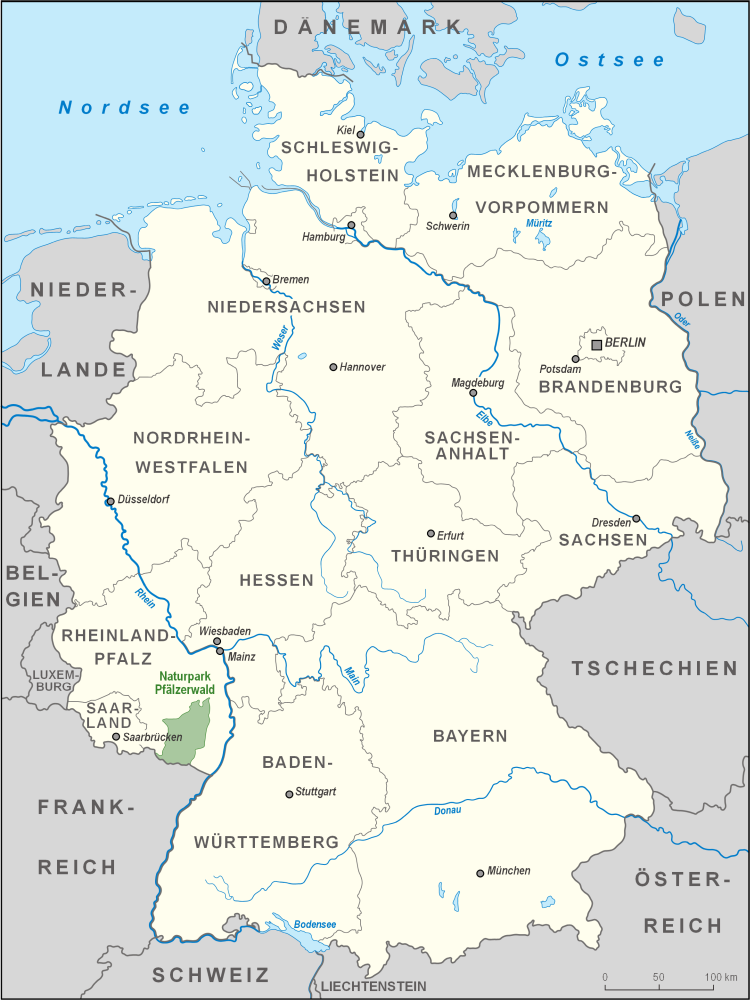
Localisation du parc naturel.

76 % de la superficie du parc est constitué par la forêt palatine qui est considéré comme la plus vaste zone boisée adjacente en République fédérale d’Allemagne.

## Géologie
On y trouve des formations de roches en grès bigarré. 